# جو پانتولیانو
جوزف پیتر "جو" پانتولیانو (به انگلیسی: Joseph Peter "Joe" Pantoliano) (زاده ۱۲ سپتامبر ۱۹۵۱) بازیگر آمریکایی است.
از فیلم‌های معروف او می‌توان به فیلم‌های روز گردش بچه، پسران بد، زاندالی، گریز نیمه‌شب، کنگو، تازه شروع شده ماتریکس، ممنتو، فشار، پسران بد تا ابد، زنان آمازون در ماه، گورخر مسابقه، میانگین فصل، جنگجو، به خاطر پیت، سقوط کردن، عالی‌جناب، آخرین حرف و گونیز اشاره کرد.